# Парламентские выборы в Хорватии (2024)
Парламентские выборы 2024 года в Хорватии — досрочные выборы хорватского парламента, состоявшиеся 17 апреля 2024 года. Выборы стали 11-ми с момента первых парламентских выборов в Хорватии 1990 года и четвёртыми после расширения и вступления Хорватии в Евросоюз 2013 году.
Особенность этих парламентских выборов заключалась в том, что главная борьба развернулась между партиями обвиняемого в коррупции премьера-министра Андрея Пленковича и президента Хорватии Зорана Милановича, который придерживается пророссийской позиции.
Государственная избирательная комиссия объявила, что по состоянию на 11:30 в этих выборах приняли участие 24,18 % избирателей, что составляет 747 986 голосов. Таким образом, явка к 11:30 почти на треть выше, чем на предыдущих парламентских выборах в этой стране, когда проголосовало 18,09 % избирателей.

## Избирательная система
Парламент Хорватии избирают на четыре года, он может иметь не менее 100 и не более 160 депутатов, избранных на основе прямого, общего и равного избирательного права тайным голосованием. Выборы проводятся после окончания мандата или роспуска старого парламента.

## История
Первоначально предполагалось, что голосование проведут осенью. Однако из-за обвинений в коррупции партии «Хорватское демократическое содружество» премьер-министра Андрея Пленковича со стороны оппозиции в стране произошел политический кризис, на фоне которого в марте 2024 года произошел роспуск парламента.
После начала войны в Украине между двумя хорватскими лидерами вспыхнул конфликт. Президент Зоран Миланович не раз критиковал действия ЕС и НАТО за помощь Украине. Главу государства нередко обвиняли в пророссийской позиции. Он возглавил коалицию партий, ведущей в которой выступала Социал-демократическая партия (СДП).

## Результаты
Результаты в мандатах после подсчета 98,21 % голосов:
- Хорватское демократическое содружество (ХДС) получило 60 мандатов
- Социал-демократическая партия Хорватии (СДП) — 42 мандата
- Движение за родину — 14 мандатов
- «Мост» — 11 мандатов
- коалиция «Мы можем!» — 10 мандатов
- Демократическая ассамблея Истрии — 3 мандата
- Независимая платформа «Север» — 2 мандата
- «Фокус» — 1 мандат

Источник: